# Белицкий сельский совет (Ямпольский район)
Белицкий сельский совет (укр. Білицька сільська рада) — входит в состав
Ямпольского района
Сумской области
Украины.
Административный центр сельского совета находится в 
с. Белица
.

## Населённые пункты совета
- с. Белица
- с. Базелевщина
- с. Александровское
- с. Чижиково